# Strip club

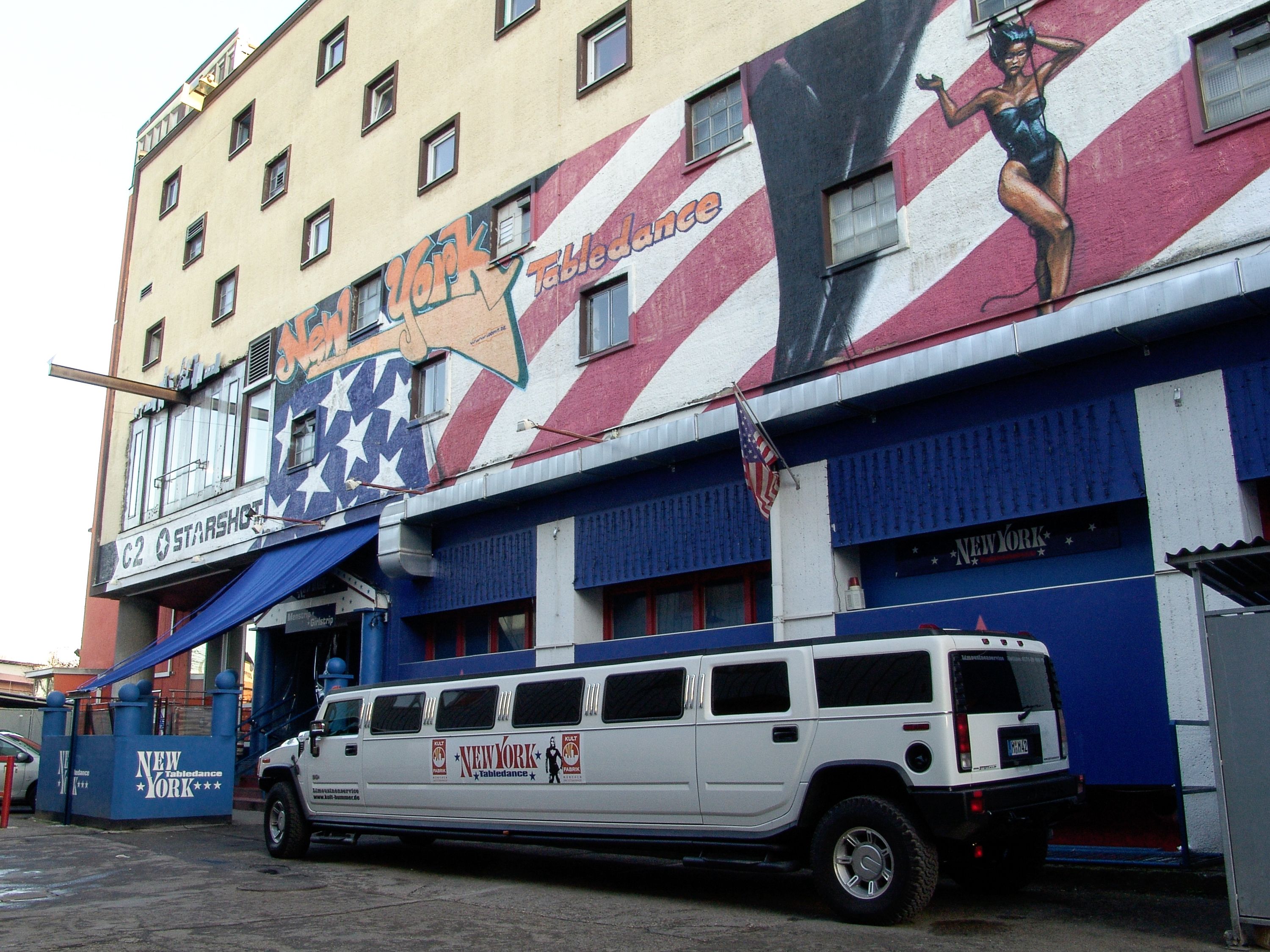
Strip club à Munich, en Allemagne

Un strip club, club de strip-tease, ou encore bar de danseuses est un lieu de divertissement où sont proposés des spectacles pour adultes, principalement sous la forme de strip-tease, de danses érotiques ou de danses exotiques. Les clubs de strip-tease adoptent généralement un style discothèque ou bar, ou encore un style proche de celui du cabaret. Des clubs de strip-tease à l'américaine ont commencé à apparaître en dehors de l'Amérique du Nord après la Seconde Guerre mondiale, arrivant en Asie à la fin des années 1980 et en Europe en 1978.
En 2005, les profits générés par les activités des clubs de strip-tease, à l'échelle mondiale, étaient estimés à 75 milliards de dollars américains. En 2019, l'industrie des clubs de strip-tease aux États-Unis génère 8 milliards de dollars américains, générant 19 % des revenus bruts totaux des divertissements pour adultes légaux. Des établissements de haut de gamme ont tendance à être connus sous le nom de gentlemen's clubs. Les clubs les moins chers peuvent être dénommés titty / tittie bars, nipples derbies, skin bars, girly bars ou go-go bars.
Le club de strip-tease en tant que lieu de divertissements pour adultes est un thème récurrent dans la culture populaire. Dans certains médias, ces clubs sont présentés principalement comme des lieux de rassemblement ayant mauvaise réputation. Pour autant, le strip-tease à l'américaine est un phénomène mondial, devenu une forme de divertissement culturellement acceptée. Le statut juridique des clubs de strip-tease a évolué au fil du temps, les lois nationales et locales devenant progressivement plus libérales sur la question dans le monde entier, bien que certains pays (comme l'Islande) aient mis en place des limites et des interdictions strictes. Les clubs de strip-tease sont fréquemment la cible de conflits dans le monde entier, et leur existence reste un sujet controversé dans la culture populaire et en politique dans certains pays, notamment du fait que certains clubs ont été liés au crime organisé.

## Historique

### Tradition européenne

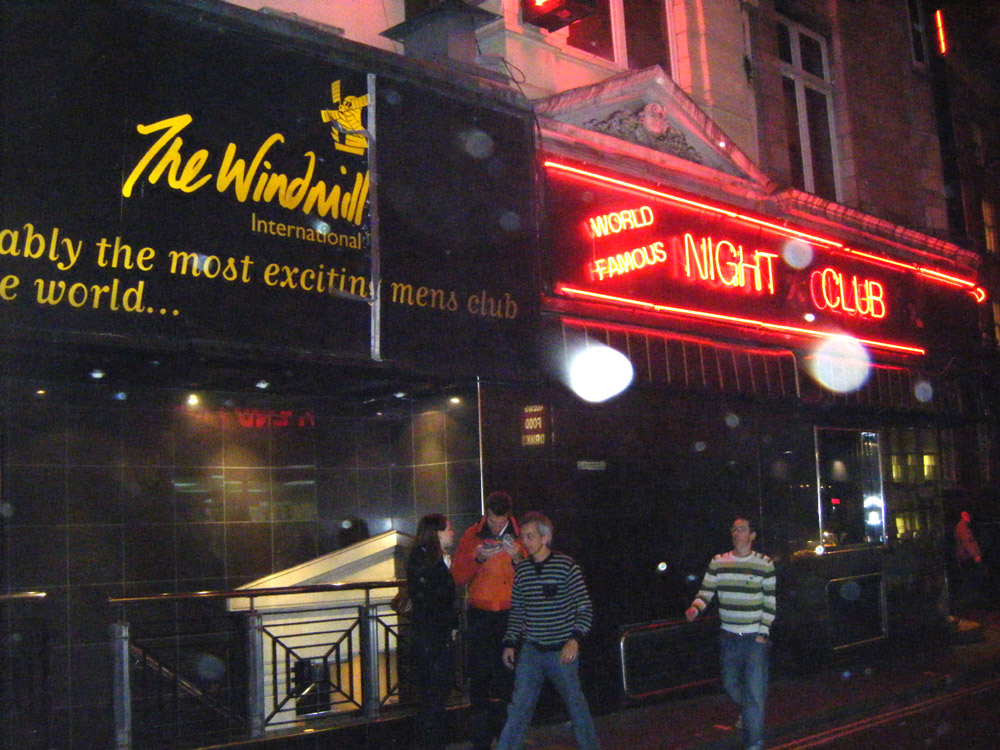
Windmill Theatre à Westminster, Londres

En France, à la fin du XIXe siècle, des spectacles parisiens tels que le Moulin Rouge et les Folies Bergère mettent en vedette des danseuses légèrement vêtues et des tableaux vivants. Le coucher d'Yvette a inspiré des théâtres et des maisons closes dans d'autres parties du monde, notamment dans la ville américaine de New York dès 1878. Le premier strip-tease des temps modernes est attribué au théâtre parisien en 1894. Dans cet environnement, un acte mettant en scène une femme enlevant lentement ses vêtements dans une vaine recherche d'une puce rampant sur son corps est filmé en 1897 par la première femme réalisatrice, Alice Guy,.
En 1905, la danseuse néerlandaise et espionne Mata Hari, abattue plus tard par les autorités françaises pendant la Première Guerre mondiale, connaît un succès immédiat dès le début de son numéro au Musée Guimet. Le spectacle mène à la perte progressive de ses vêtements jusqu'à ce qu'elle ne porte qu'un soutien-gorge orné de bijoux et quelques ornements sur les bras et la tête. Une autre performance historique est l'apparition au Moulin Rouge en 1907 d'une actrice appelée Germaine Aymos, qui est entrée vêtue uniquement de trois très petits coquillages. Dans les années 1930, la célèbre Joséphine Baker danse à demi-nue dans sa danse sauvage aux Folies et d'autres spectacles similaires sont produits au Bal Tabarin. Ces spectacles sont remarquables pour leur chorégraphie sophistiquée, lors desquels les filles sont souvent vêtues de paillettes et de plumes scintillantes. Dans les années 1960, des spectacles "entièrement nus" sont proposés dans des endroits tels que le Crazy Horse Saloon.
En Grande-Bretagne dans les années 1930, Laura Henderson commence à présenter des spectacles de nus au Windmill Theatre à Londres. À cette époque, la loi britannique interdit aux femmes nues de se déplacer. Pour éviter l'interdiction, les modèles sont apparus dans des tableaux vivants stationnaires, munies des cordes rotatives pour déplacer leur corps, puisque, à proprement parler, cela permet de respecter la lettre de la loi, en ne bougeant pas de leur gré. Un autre exemple de la façon dont les spectacles sont restés conformes la loi est de procéder à la fan dance (en), lors de laquelle le corps d'une danseuse est caché par ses éventails, puis révélé pendant un bref intervalle de temps tout en restant immobile.
En 1942, Phyllis Dixey forme sa propre compagnie de danseuses et loue le Whitehall Theatre à Londres pour monter un spectacle intitulé The Whitehall Follies,. Dans les années 1950, des numéros de strip-tease intermittents sont utilisés pour attirer du public dans les music-halls mourants. Paul Raymond commence ses spectacles sous la forme de tournées en 1951 et loue ensuite la salle de bal Doric, à Soho, pour enfin acquérir son club privé, le Raymond Revuebar (en) en 1958. Ce fut le premier des clubs de strip-tease privés en Grande-Bretagne.
Les changements législatifs apportés dans les années 1960 provoquent une augmentation de l'attrait pour les clubs de strip-tease à Soho, avec des danses "entièrement nues" et la participation du public. Une coutume dans ces lieux est que les strip-teaseuses se promènent et collectent l'argent des clients dans une cruche de bière avant chaque représentation individuelle. Cette coutume semble avoir pris naissance à la fin des années 1970, lorsque les go-go danseuses, seins nues, ont commencé à collecter de l'argent auprès du public comme condition pour se mettre "entièrement nues". Des danses privées érotiques sont parfois disponibles dans une zone séparée.

### Tradition nord-américaine

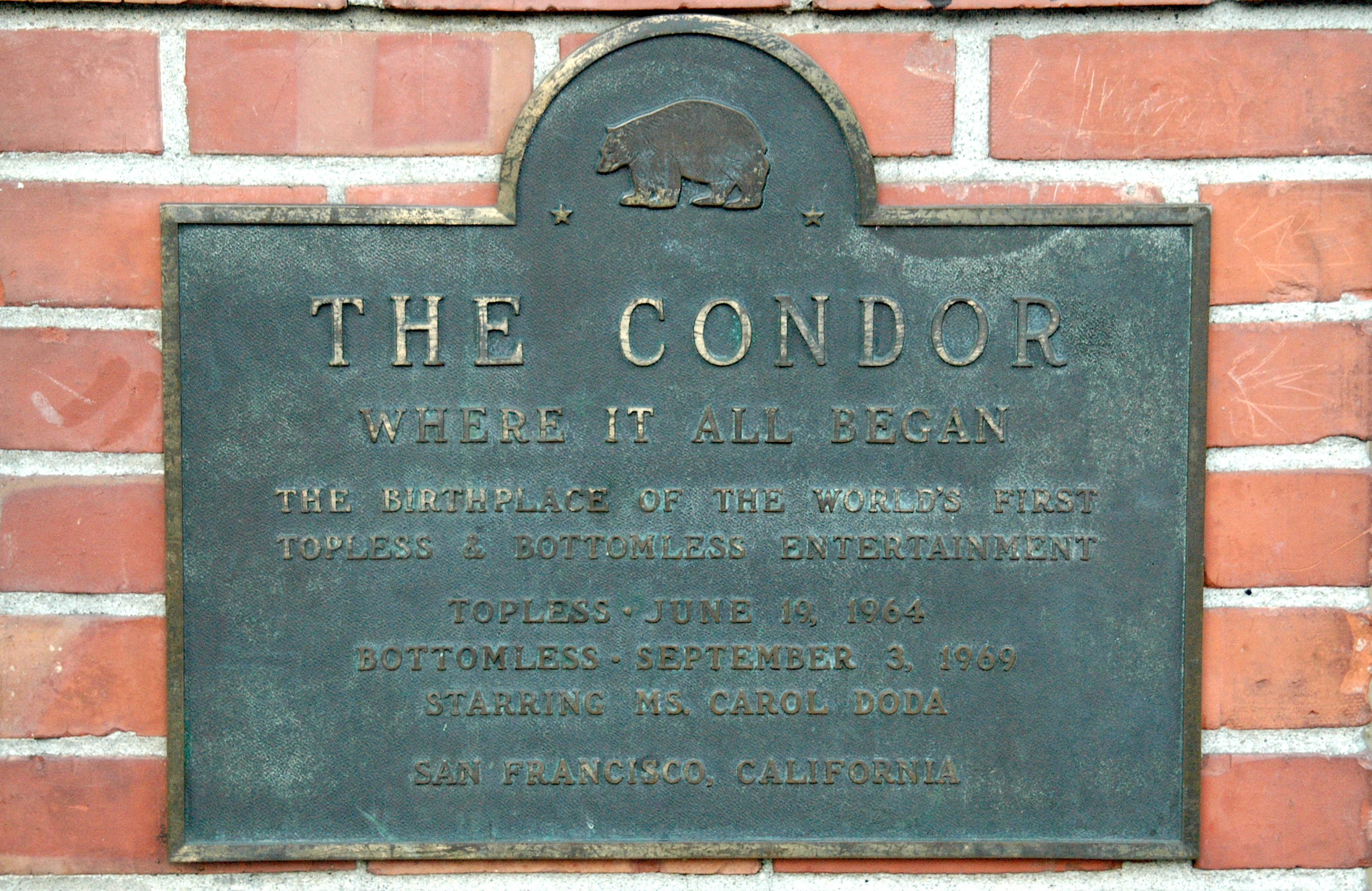
à San Francisco, Californie

En Amérique du Nord, le strip-tease commence dans les théâtres de carnaval ambulant et burlesque, et met en vedette des strip-teaseuses célèbres telles que Gypsy Rose Lee et Sally Rand. Dès 1896, la trapéziste Charmion joue un acte de "déshabillage" sur scène, qui est capturé dans le film de Thomas Edison, Trapeze Disrobing Act  en 1901. Une autre étape importante pour le strip-tease américain moderne est le spectacle qui se tient au Minsky's Burlesque (en) en avril 1925 : The Night They Raided Minsky's. Les frères Minsky font connaitre le burlesque à la 42e Rue de New York. Cependant, les théâtres burlesques ont interdiction de mettre en scène des spectacles de strip-tease à la suite d'une décision de justice de 1937, conduisant au déclin ultérieur de ces "grindhouses" (du nom du divertissement bump 'n grind) dans des lieux légalement exploités.
Les interdictions généralisées du strip-tease ont eu une influence directe sur la création des établissements de type clip joint et des danses exotiques telles que connues aujourd'hui. Les interdictions existent toujours, appliquées principalement au niveau municipal ou local. Le strip-tease à l'américaine commence à apparaître en dehors de l'Amérique du Nord après la Seconde Guerre mondiale et est maintenant largement pratiqué dans le monde entier.
Les années 1960 observent un renouveau du strip-tease sous la forme du go-go dancing. La danse seins nus est interdite dans certaines parties des États-Unis d'Amérique, comme le strip-tease, mais elle a finalement fusionné avec l'ancienne tradition de la danse burlesque. Carol Doda, du Condor Night Club à San Francisco, est créditée pour être la première go-go danseuse seins nus à se produire dans le pays. Le club ouvre ses portes en 1964 et la première danse seins nus de Doda a eu lieu le soir du 19 juin de cette année,. La grande enseigne éclairée devant le club présente une photo d'elle avec des lumières rouges sur ses seins. Le club est devenu "entièrement nu" le 3 septembre 1969, lançant la tendance de la "nudité totale" explicite dans la danse américaine du strip-tease.
San Francisco est également connu pour le célèbre Mitchell Brothers O'Farrell Theatre (en). À l'origine une salle de cinéma classée X, ce club de strip-tease est le pionnier du lap dance en 1970, et joué un rôle majeur dans la vulgarisation des clubs de strip-tease à l'échelle nationale. Un développement supplémentaire dans la tradition américaine a lieu avec l'émergence de "gentlemen's club" haut de gamme au début des années 1990 dans les grandes villes comme New York. Scores New York est le premier grand gentlemen's club, avec « un intérieur magnifique, de la nourriture et des boissons haut de gamme, et bien sûr des femmes incroyablement belles dans des robes sexy. Avant cela, les divertissements pour adultes à New York étaient en grande partie des lieux miteux de type peep show », selon le vétéran de l'industrie pour adultes Joe Diamond. L'établissement Lusty Lady (en) de San Francisco devient, dans les années 1990 et au début des années 2000, le premier club de strip-tease au monde à se syndiquer avec succès et le premier à devenir une coopérative de travailleurs,.

### Tradition asiatique

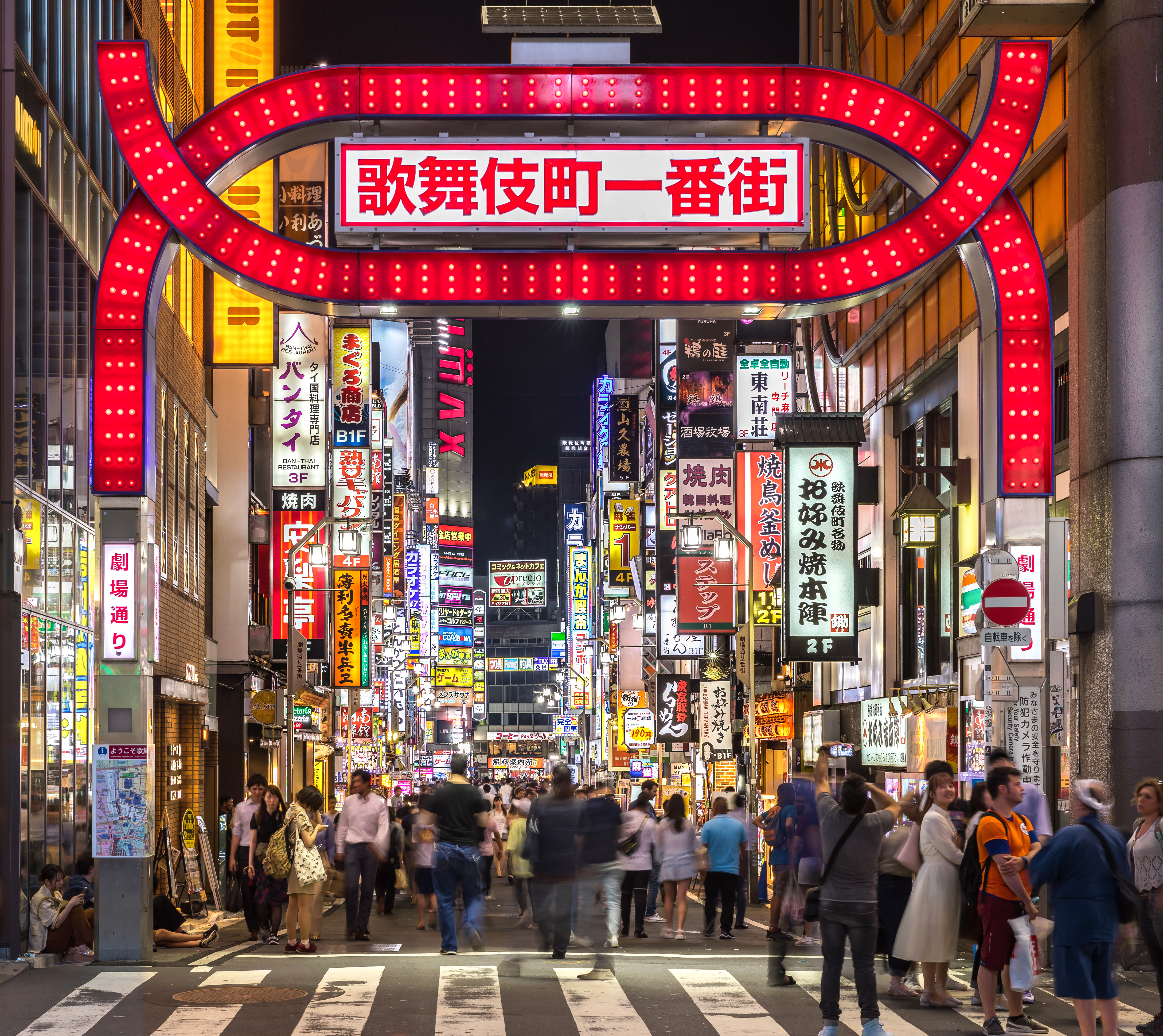
Une des entrées de Kabukichō

Le terme japonais pour club de strip-tease, ""nūdo gekijo"", signifie littéralement "théâtre nu". Un terme plus ancien était "sutorippu gekijo". Le strip-tease à l'américaine est devenu populaire au Japon pendant l'occupation américaine, après la fin de la Seconde Guerre mondiale (1945-1952). Certaines filles ont choisi de se déshabiller dans les théâtres comme alternative à la prostitution.
L'entrepreneur Shigeo Ozaki, après avoir vu Gypsy Rose Lee se produire sur scène, lance son propre spectacle de strip-tease dans le quartier Shinjuku de Tokyo. Teitoza est le premier club à ouvrir à Shinjuku, le 15 janvier 1947. Le premier acte s'intitule "La Naissance de Vénus". Chaque représentation dure quinze secondes et est prude selon les normes modernes, incorporant des voiles, des culottes et un soutien-gorge qui couvrent une grande partie du corps. La femme sur scène se tient dans une pose stationnaire, semblable aux spectacles en Grande-Bretagne. Le spectacle dure jusqu'en août 1948. Les théâtres d'Asakusa ont des expositions entièrement nues, sans mouvement ni déshabillage. Au fur et à mesure que ce style de théâtre se répand, le déshabillage sur scène est intégré au processus.
Au fil du temps, à mesure que la réglementation s'assouplit, des spectacles présentant plus de diversité sont produits, tels que le fait de prendre un bain dans une bassine à la vue des spectateurs. L'une des variantes les plus célèbres de ce type de spectacle consiste à fournir aux membres du public des jumelles pour des vues rapprochées.
Au cours des années 1950, les "strip-shows" japonais deviennent sexuellement plus explicites et moins orientés vers la danse, jusqu'à ce qu'ils soient finalement des spectacles sexuels. Les spectacles de strip-tease à Tokyo pendant cette période sont restés discrets, mais Osaka et Kyoto poussent l'art du strip-tease au Japon vers un nouveau territoire. En 1956, Osaka est devenue la première ville du Japon à exposer des poils pubiens lors d'un strip-tease. Depuis, Dotonbori est le quartier chaud d'Osaka, qui abrite ce type de divertissement pour adultes mais est aussi connu pour la prostitution,,,.
Les peeping clubs (en français clubs de voyeurs) disposent de salles de voyeurisme (nozokibeya), et sont des entreprises similaires aux peep shows occidentaux. Les clients de ces clubs voient un modèle féminin à travers un trou depuis leurs propres cabines privées, puis paient pour la regarder se déshabiller, poser et se masturber. Kabukichō, le quartier rouge de Tokyo, compte 13 nozoki-beya au début des années 1980. L'industrie du sexe devient si omniprésente en Asie que dans les années 1990, Kabukichō est  décrit comme un « dédale de peep shows, de clubs de strip-tease et de salons de massage » et Bangkok, en Thaïlande, acquiert la réputation de capitale mondiale du sexe.

## Animations et services

### Offres des strip-clubs
Les clubs de strip-tease à l'américaine sont souvent structurés en discothèques ou en bars. Les établissements haut de gamme sont communément appelés "gentlemen's clubs". Les concurrents plus bas de gamme sont connus sous différentes appellations, tels que les titty bars, les rippers, peelers, skin bars, girly bars, nudie bars, bikini bars ou encore go-go bars.
Quels que soient leur taille, leur nom ou leur emplacement dans le monde, les clubs de strip-tease peuvent être entièrement nus (l'interprète est entièrement nu à la fin de son spectacle), seins nus (le haut du corps de l'interprète est exposé mais la région génitale reste couverte pendant la représentation) ou en bikini (les seins et la région génitale de l'interprète restent couverts),.
Pour chacun des trois types de clubs, il existe des variantes en fonction du comportement des interprètes et des orientations données par la direction de ces clubs. L'utilisation de cache-tétons peut modifier l'interprétation juridique quant à savoir si une performance est seins nus ou non, et si la prestation doit être considérée comme étant à caractère sexuel ou non.